# Oma pajo
Каре́льский народный хор «Oma pajo» («Родная песня») — музыкальный хоровой коллектив в Республике Карелия, исполняющий карельские народные песни.
В репертуаре коллектива образцы традиционного народного творчества карелов, а также современные песни, танцы и игры, созданные на основе традиционных народных моделей.

## История
Основан в ноябре 1990 года в Петрозаводске по инициативе Союза карельского народа.
Руководители хора
- К. Н. Стасюк (1990—1996)
- С. Я. Грецкая (1996—1997)
- с 1997 года — Заслуженный работник культуры Республики Карелия — Любовь Николаевна Никитина[1].

Концертмейстеры
- А. Р. Риикконен (1990—1991)
- Е. И. Ишанин (1991—1997)
- Д. А. Мухорин (1997—1998)
- с 1999 года — И. А. Леднев

Хореографы
- Н. В. Каширина (1996—1997)
- О. Б. Власова (1998—2000)
- С 2000 года — Н. С. Михайлова

С 1992 года хор входит в состав «Центра национальных культур и народного творчества Республики Карелия».
В 1993 году при хоре организована детская музыкально-театральная студия «Iloine» («Радость»).
В 1994 году хору присвоено звание народного.
В 1998 году при хоре организована фольклорная группа «Kezräjäine» («Пряха»).
Коллектив является лауреатом фестивалей и конкурсов фольклора финно-угорских народов в Швеции, Финляндии, Эстонии, в республиках Коми, Марий Эл.